# Референдум в Люксембурге (1937)
Референдум о политических партиях в Люксембурге был проведён 6 июня 1937 года по вопросу о криминализации «революционных политических партий». Было предложено, чтобы все движения и организации, которые пытаются изменить конституцию или законы путём насилия и угроз, объявлялись вне закона, в соответствии с так называемым «Законом о намордниках» (люкс. Maulkuerfgesetz, фр. loi muselière). Поскольку в Люксембурге было мало таких движений и они не имели широкой поддержки, то этот референдум был истолкован как референдум против Коммунистической партии Люксембурга. Инициатором этого запрета выступила правящая Правая партия; кампанию против этой инициативы поддержали не только коммунисты, но и профсоюзы, социал-демократы и молодые члены Радикальной либеральной партии, что вынудило правительство провести референдум.
На референдуме предложение было отвергнуто избирателями, что привело к отставке премьер-министра Жозефа Беша и его замене на Пьера Дюпона.

## Результаты
| Вариант | Голосов | %     |
| За      | 70,371  | 49.32 |
| Против  | 72,300  | 50.68 |
| Итого   | 142,671 | 100   |
| Явка    | 92.95 % |       |